# Октябрський (Троїцький район)
Октя́брський (рос. Октябрьский) — селище у складі Троїцького району Алтайського краю, Росія. Входить до складу Гордієвської сільської ради.

## Населення
Населення — 404 особи (2010; 518 у 2002).
Національний склад (станом на 2002 рік):
- росіяни — 90 %